# Гросенштайн
Гросенштайн (нім. Großenstein) — громада в Німеччині, розташована в землі Тюрингія. Входить до складу району Грайц. Складова частина об'єднання громад Ам-Браметаль.
Площа — 14,47 км2. Населення становить 1199 ос. (станом на 31 грудня 2021).

## Галерея

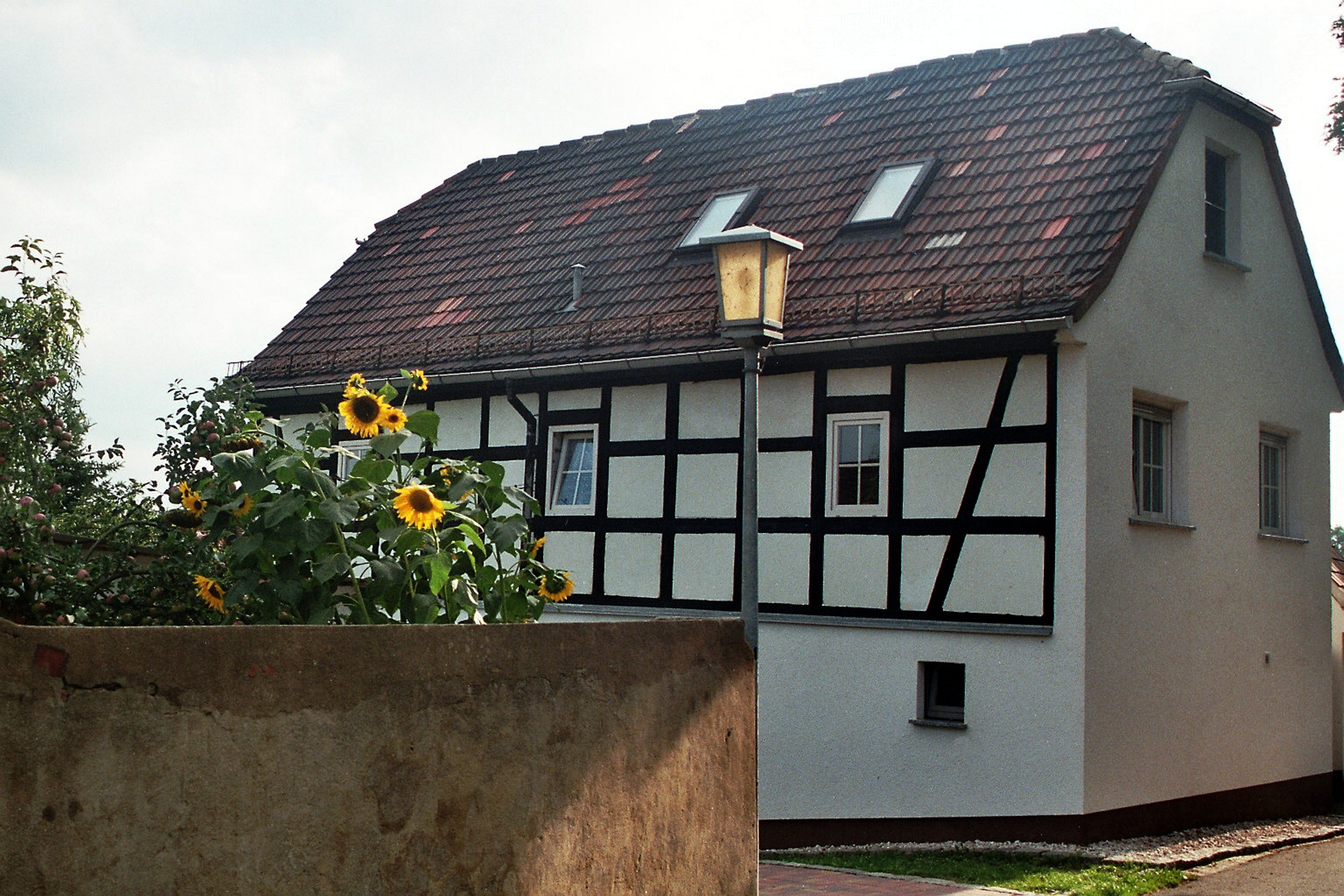
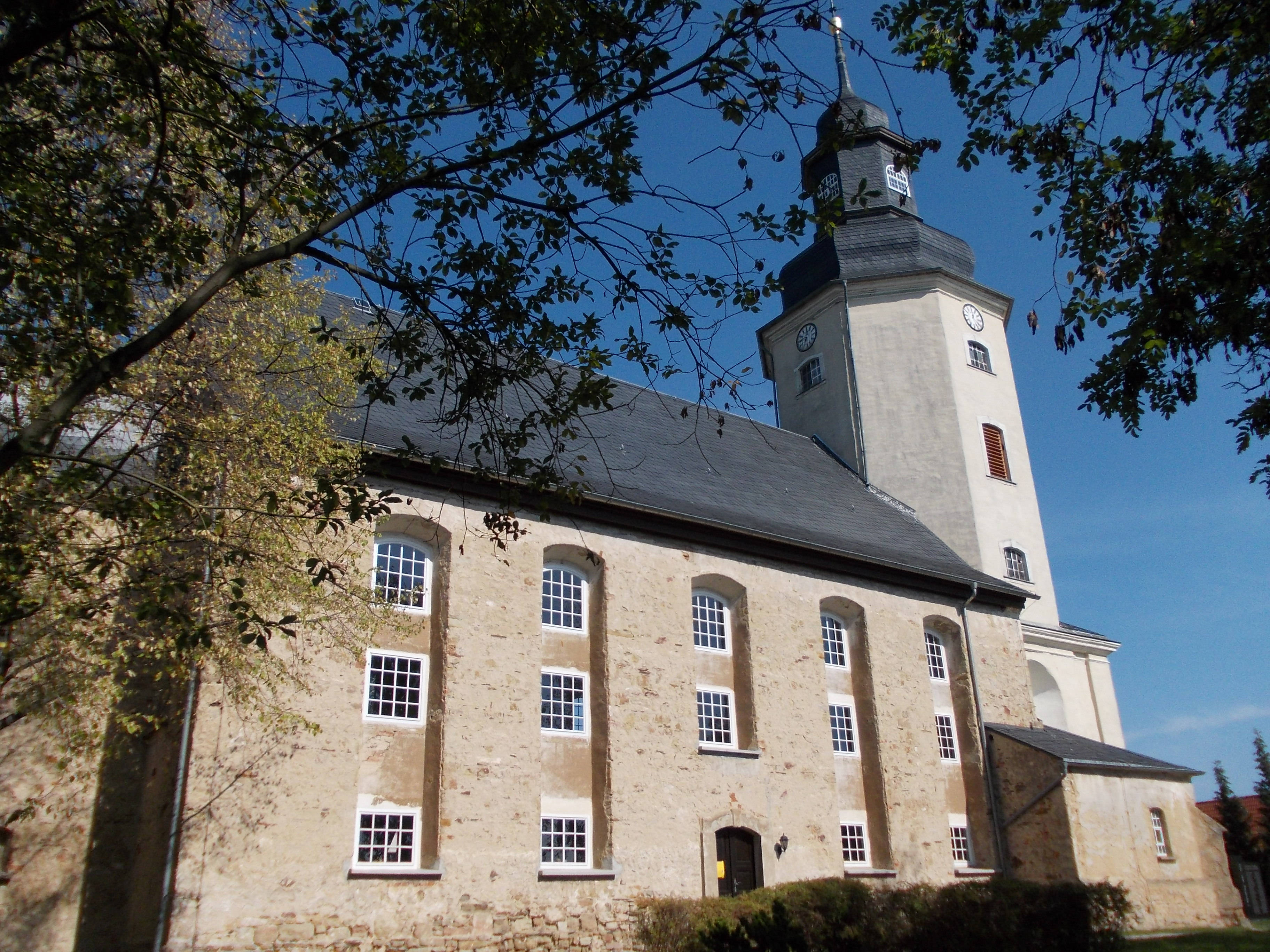